# Cossuridae
Cossuridae (лат.) — семейство кольчатых червей из инфракласса Scolecida класса многощетинковых.

## Описание
Морские придонные многощетинковые черви. Простомиум без придатков, одна срединная пальпа присутствует дорсально на одном переднем сетинге; хоботок — вентральная подушечка. Параподии бирамовидные, с редуцированными параподиальными долями. Все волоски простые, включая двугубые или волосистые волоски в двух или более пучках; толстые шипы и капиллярные волоски присутствуют на брюшке некоторых форм.
Cossuridae распространены в песке и особенно в глубоких склоновых и абиссальных илах. Они являются норными обитателями и, по-видимому, питаются детритом с помощью глотки. Пальпа, по-видимому, сенсорная, а возможно, и дыхательная, поскольку она хорошо снабжена кровеносными сосудами.

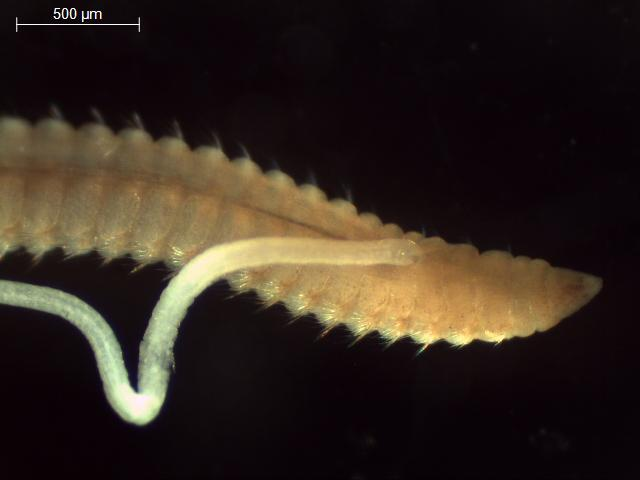
Cossura bansei

## Систематика
Известно около 30 видов. Дэй выделил семейство в 1963 году для рода Cossura, который ранее входил в состав семейства Cirratulidae. По его мнению, наличие единственного срединного «щупальца» (бранхии) отличало Cossuridae от Cirratulidae, у которых щупальца и бранхии парные. Семейство было помещено в свой собственный отряд Фаухалдом (1977) и в отряд Scolecida Раусом и Фаухалдом (1997).
- Cossura Webster & Benedict, 1887
  - Cossurella Hartman, 1976[7][8]
  - Heterocossura Wu & Chen, 1977[9]

Список видов
- Cossura abyssalis Hartman, 1967
- Cossura aciculata (Wu & Chen, 1977)
- Cossura alba Hartman, 1967
- Cossura bansei Hilbig, 1996
- Cossura brunnea Fauchald, 1972
- Cossura candida Hartman, 1955
- Cossura chilensis Hartmann-Schröder, 1965
- Cossura coasta Kitamori, 1960
- Cossura consimilis Read, 2000
- Cossura dayi Hartman, 1976
- Cossura delta Reish, 1958
- Cossura dimorpha (Hartman, 1976)
- Cossura duplex Tamai, 1986
- Cossura flabelligera Zhadan, 2017
- Cossura ginesi Liñero-Arana & Díaz-Díaz, 2010
- Cossura heterochaeta Orensanz, 1976
- Cossura hutchingsae Zhadan, 2015
- Cossura keablei Zhadan, 2015
- Cossura laeviseta Hartmann-Schröder, 1962
- Cossura longocirrata Webster & Benedict, 1887
- Cossura modica Fauchald & Hancock, 1981
- Cossura pettiboneae (Ewing, 1987)
- Cossura platypus Zhadan, 2017
- Cossura pseudakaina (Ewing, 1987)
- Cossura pygodactylata Jones, 1956
- Cossura queenslandensis Zhadan, 2015
- Cossura rostrata Fauchald, 1972
- Cossura sima Fauchald, 1972
- Cossura soyeri Laubier, 1964
- Cossura yacy Sousa, Nogueira, Cutrim & Oliveira, 2019